# The End of Melancholy
The End of Melancholy (englisch Das Ende der Melancholie) ist eine russische Alternative-Metal-Band, die 2014 in Sankt Petersburg gegründet wurde.

## Geschichte
Inspiriert von Bands wie Nirvana und Hole entdeckte die aus Krasnojarsk stammende Olly Lex ihre Liebe zum Gesang und gründete 2014 gemeinsam mit Andrew Petrøff (Gitarre, Keyboard) die Metal-Band The End of Melancholy.
Das erste Musikvideo mit dem Titel Dolphins wurde Ende 2016 veröffentlicht. Am 1. Januar 2017 erschien die drei Songs umfassende EP Playing with Shadows. Das nächste Musikvideo, The Demon, wurde am 1. November 2017 veröffentlicht. Zudem teilte die Band die Bühne mit Acts wie Theatres des Vampires oder Hanzel und Gretyl.
Das erste vollständige Studioalbum wurde am 28. Februar 2019 unter dem Titel Paradox Intention veröffentlicht. Zu der Single Peaceful Warrior wurde zudem ein Musikvideo produziert. Es folgten zwei Tourneen mit Auftritten in Polen, Litauen, Frankreich, Tschechien, Ungarn, Belgien, Schweiz und Estland. Eine weitere Single, Monster's Feeling, erschien am 27. September 2019. Im November 2019 trat die Band als Vorgruppe von Motionless in White in Sankt Petersburg auf.
2020 veröffentlichte die Band eine Coverversion des Songs Black Halo von Lord of the Lost. Im selben Jahr gab die Band, bedingt durch die COVID-19-Pandemie, nur ein einziges Konzert in Sankt Petersburg. Im November 2020 unterzeichnete die Band einen Vertrag mit der Buchungsagentur Massive Music.
Am 13. Mai 2021 wurde das Musikvideo zu dem Song Sacrifice veröffentlicht. Das zweite Studioalbum Nature Unleashed folgte am 27. Mai 2021. Das zehn Songs umfassende Album erschien als Musikdownload, aber auch in physischer Form. Ein weiteres Musikvideo erschien am 15. Juli 2021 unter dem Titel Immigrant Song. Es handelt sich um eine Coverversion des Klassikers von Led Zeppelin aus dem Jahr 1970.
Am 5. September 2021 trat die Band auf dem Russian Woodstock-Festival in Moskau auf. Es war der erste Liveauftritt seit 10 Monaten.

## Stil
Die Musik der Band ist dem Alternative Metal zuzuordnen, wobei jedoch auch Stilelemente der Musik der schwarzen Szene erkennbar sind. Geprägt ist die Band von einer düsteren Grundstimmung sowie melancholischen Texten. Sie selbst bezeichnet sich als „Alternative-/Gothic-Metal-Band“. Ein stilistischer Bezug zum Genre Gothic Metal ist nicht gegeben, mehr wird auf modernes, dem Alternative Metal entlehnten, Riffing verwiesen. In Rezensionen werden unter Verwendung des Sammelbegriffs Gothic Metal zur genaueren Stilverortung Vergleiche mit Interpreten wie Lacuna Coil, Stitched Up Heart, New Years Day und Kidneythieves bemüht. Ein weiteres musikalisches Merkmal setzt Sängerin Olly Lex, die unterschiedliche Gesangsstile verwendet (gutturaler Gesang, Klargesang). Das Songwriting teilen sich die beiden Bandgründer, wobei Olly Lex die Texte schreibt.

## Diskografie
Studioalben 
- 2019: Paradox Intention
- 2021: Nature Unleashed

Singles/EPs
- 2017: Playing with Shadows

Musikvideos/Single-Musikdownload
- 2016: Dolphins
- 2017: The Demon
- 2019: Peaceful Warrior
- 2019: Monster's Feeling
- 2020: Black Halo (Coverversion von Lord of the Lost)
- 2021: Sacrifice
- 2021: Immigrant Song (Coverversion von Led Zeppelin)